# Bonaventura Bassols i Soriano
Bonaventura Bassols i Soriano (Figueres, 1812 - Tortosa ?, 1868) fou un guitarrista i compositor català.

## Biografia
De família amb vocació musical (els seus germans Agustí i Narcís foren també guitarristes), es doctorà en Farmàcia abans de dedicar-se, també, a la guitarra. S'establí a Barcelona (hi vivia el 1838, quan el seu germà Narcís anà a viure amb ell, i en els anys 1842 a 1849 s'hi anuncià com a professor de guitarra). També fou mestre de guitarra del poeta i escriptor Pau Piferrer que era considerat un bon aficionat i intèrpret exemplar de l'obra de Ferran Sor.
Les dates que delimiten la vida del compositor català, només s'han trobat a un article de Josep Ferrer Esteve de Pujades, que també fou guitarrista. Aquest mateix, fou deixeble de Brocá i era natiu de Torroella de Montrí (Girona), del mateix lloc d'on eren els guitarristes Josep Costa i Hugas i Josep Hugas; fou un ambient musical i sobretot guitarrístic. Aquest mateix ambient vingué caracteritzat per l'estil guitarrístic de Ferran Sor, fet que no era habitual a la resta de la península Ibèrica.
El 1846 publicà a Barcelona un àlbum de música per a guitarra anomenat El trovador. L'any 1853 llegí davant de la Societat Filharmònica de Barcelona, a què pertanyia, una memòria titulada Consideraciones filosóficas sobre el verdadero carácter del drama lírico nacional un títol que evidencia l'adscripció de Bonaventura al Romanticisme musical. Des de la seva fundació, dirigí el cor de la Societat Filharmònica de Barcelona (1844-1857) i col·laborà amb aquesta en la seva -efímera- revista, La Violeta de Oro, Periódico de la Sociedad Coral Filarmónica y Literaria (1851).
Tingué per deixebles Josep Viñas i Diaz, Jaume Bosch i Renard, Josep Costa i Hugas, Pau Piferrer i Fàbregas i el seu germà Narcís Bassols.
Posteriorment visità diversos països sud-americans, i a partir de 1854 visqué a Xile durants uns quants anys En aquest país esdevingué soci de l'Acadèmia de Farmàcia i Ciències Naturals, i hi dirigí El Trobador (1856). De tornada a Catalunya el 1865, residí a Tortosa i dugué una vida molt retirada fins a la seva mort.

## Obres
- El Atrevido, vals en La Mayor
- Contradanza, en Mi Mayor
- Galop, en Sol Mayor, 6ª en Re y 5ª en Sol
- Gran vals, 6ª en Re
- Himne, amb lletra d'Antoni Ribot
- Himno popular á Pío nono, en Mi Mayor
- Mazurca, en Re Mayor
- 2ª Fantasía para guitarra sola, op. 12.

A la pàgina de CEDOC es fa una menció d'aquesta obra, la qual es conserva al BOC. Aquesta obra consta de: Introducció (Largo-Andante amb expressió), Tema (Andante) i Tres variacions
- Vals (?) enregistrat per guitarrista Josep Manzano al DC Melancolie: Compositors guitarristes gironins del segle XIX (Sabadell: Ars Harmonica, 2010 ref AH214)
- Vals, en la menor, dedicat al seu deixeble Josep Costa
- Vals, en Sol Mayor, 6ª en Re y 5ª en Sol
- Vals de la Blusa, en sol menor, 6ª en Re y 5ª en Sol
- Vals infernal, en la menor
- Vals para guitarra, en Sol Mayor, 6ª en Re y 5ª en Sol

### Arranjaments
- Coro final de la ópera "Attila", re menor, 6ª en Fa
- Fragmento d'un coro de la ópera "Il novo Mose", en la menor
- Galop de la Pandereta, en La Mayor
- Vals de Straus, en Mi Mayor
- Vals sobre un motivo de María Padilla, en Re Mayor
- Vals sobre un motivo de "Nabuco", en la menor